# Echium simplex
Echium simplex DC., conocido como arrebol o palomino, es una especie de planta herbácea perenne perteneciente a la familia Boraginaceae originaria de la Macaronesia.

## Descripción

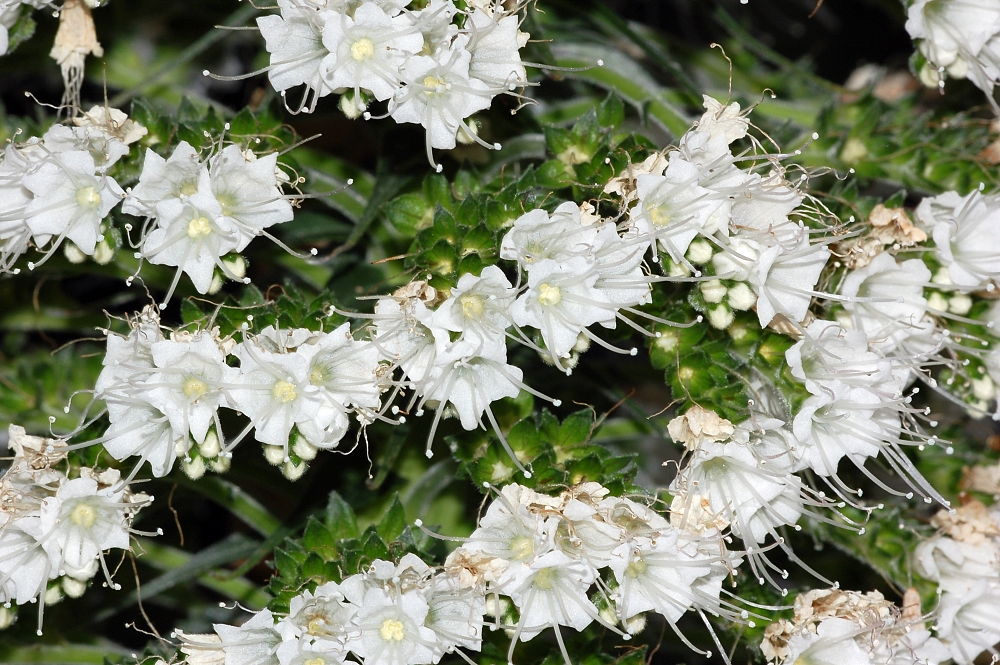
Detalle de las flores.

Planta vivaz bienal. Roseta foliar densa durante el primer año. Desarrolla inflorescencia erecta que puede alcanzar de 1 a 3 metros, durante el segundo año. Flores con la corola color blanco puro. Hojas persistentes lanceoladas más espesas en la base y menos a lo largo de la inflorescencia.
Florece entre febrero y abril. Una vez que maduran las semillas la planta muere.

## Distribución y hábitat
Echium simplex es un endemismo de la isla de Tenerife ―Canarias, España―.
Se encuentra restringida a la vertiente norte del macizo de Anaga, entre los 50-350 metros de altitud.

## Taxonomía
Echium simplex fue descrita por Augustin Pyrame de Candolle y publicada en Catalogus plantarum horti botanici monspeliensis en 1813.
Etimología
- Echium: nombre genérico que deriva del griego echion, derivado de echis que significa víbora, por la forma triangular de las semillas que recuerda vagamente a la cabeza de una víbora.[5]

- simplex: epíteto latino que significa 'simple, sencillo o no compuesto', y que alude a la ausencia de ramificación en los tallos.[6]

## Importancia económica y cultural
Planta de uso en jardinería. No aguanta temperaturas por debajo de 5 °C.
Es una de las principales plantas utilizadas por las abejas melíferas en la producción  de miel, por la gran riqueza de polen y néctar de sus flores.
En las zonas donde florecen los tajinastes, se obtiene una miel característica con denominación de origen. Esta miel cuando está fluida es de un color muy claro, casi blanco agua con matices amarillo ambarinos, dependiendo de la flora acompañante. Cuando está cristalizada presenta un color entre blanco y beige claro. Es una miel muy suave que se puede utilizar con alimentos a los que no se les quiere enmascarar su aroma.

## Estado de conservación
Se encuentra protegida por la Orden de 20 de febrero de 1991 sobre protección de especies de la flora vascular silvestre de la comunidad autónoma de Canarias, incluyéndose en su Anexo II.

## Nombres comunes
Localmente se conoce como arrebol o palomino, mientras que a nivel divulgativo se la denomina como tajinaste simple.